# سنجاب زمینی پروت
سنجاب زمینی پروت (نام علمی: Xerospermophilus perotensis) نام یک گونه از سرده سنجاب‌های زمینی کوتوله است.